# Labuerda
Labuerda (aragonesisch: A Buerda) ist ein spanischer Ort und eine Gemeinde im Norden der Provinz Huesca der Region Aragonien. Die Gemeinde gehört zur Comarca Sobrarbe. Labuerda hat auf einer Fläche von 18,05 km²  im Jahre 2024 173 Einwohner. Zur Gemeinde gehören noch die Ortschaften Fontanal und San Vincento.

## Geographie
Labuerda liegt etwa 60 Kilometer nordöstlich von Huesca. Der Cinca begrenzt die Gemeinde im Osten. 

## Sehenswürdigkeiten
- Iglesia de San Sebastián (Sebastianuskirche) in Labuerda aus dem 16./17. Jahrhundert
- Iglesia de San Vicente (Vinzentinerkirche) in San Vincente, ursprünglich aus dem 12. Jahrhundert, umgebaut im 16. Jahrhundert

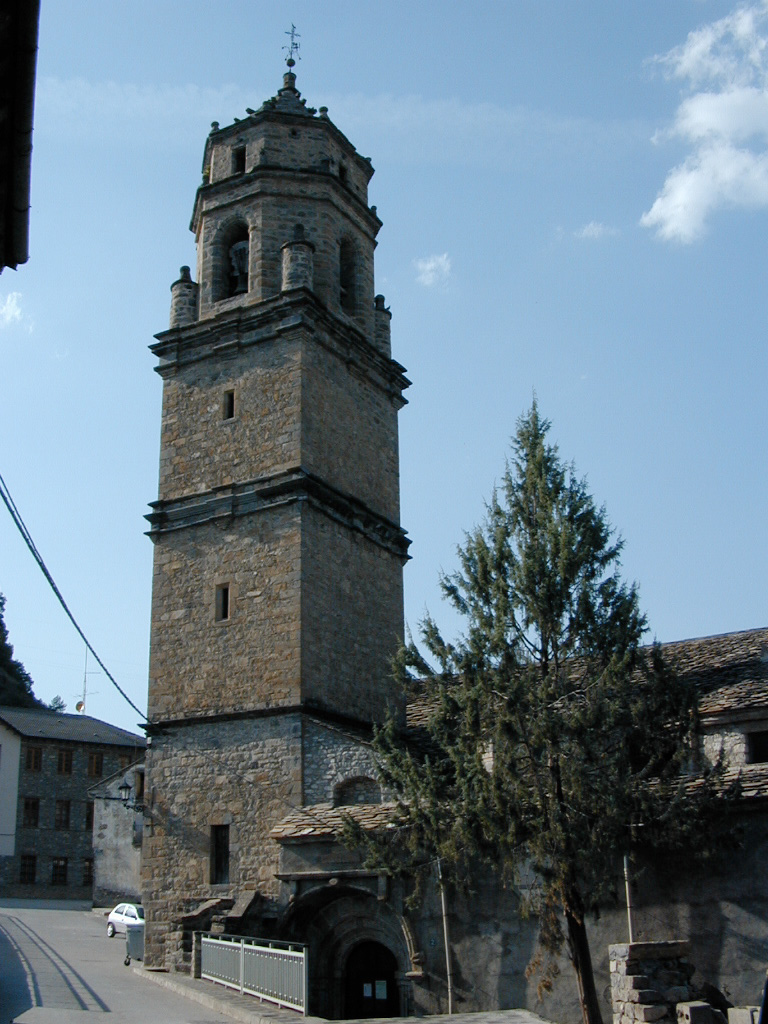
Iglesia de San Sebastián
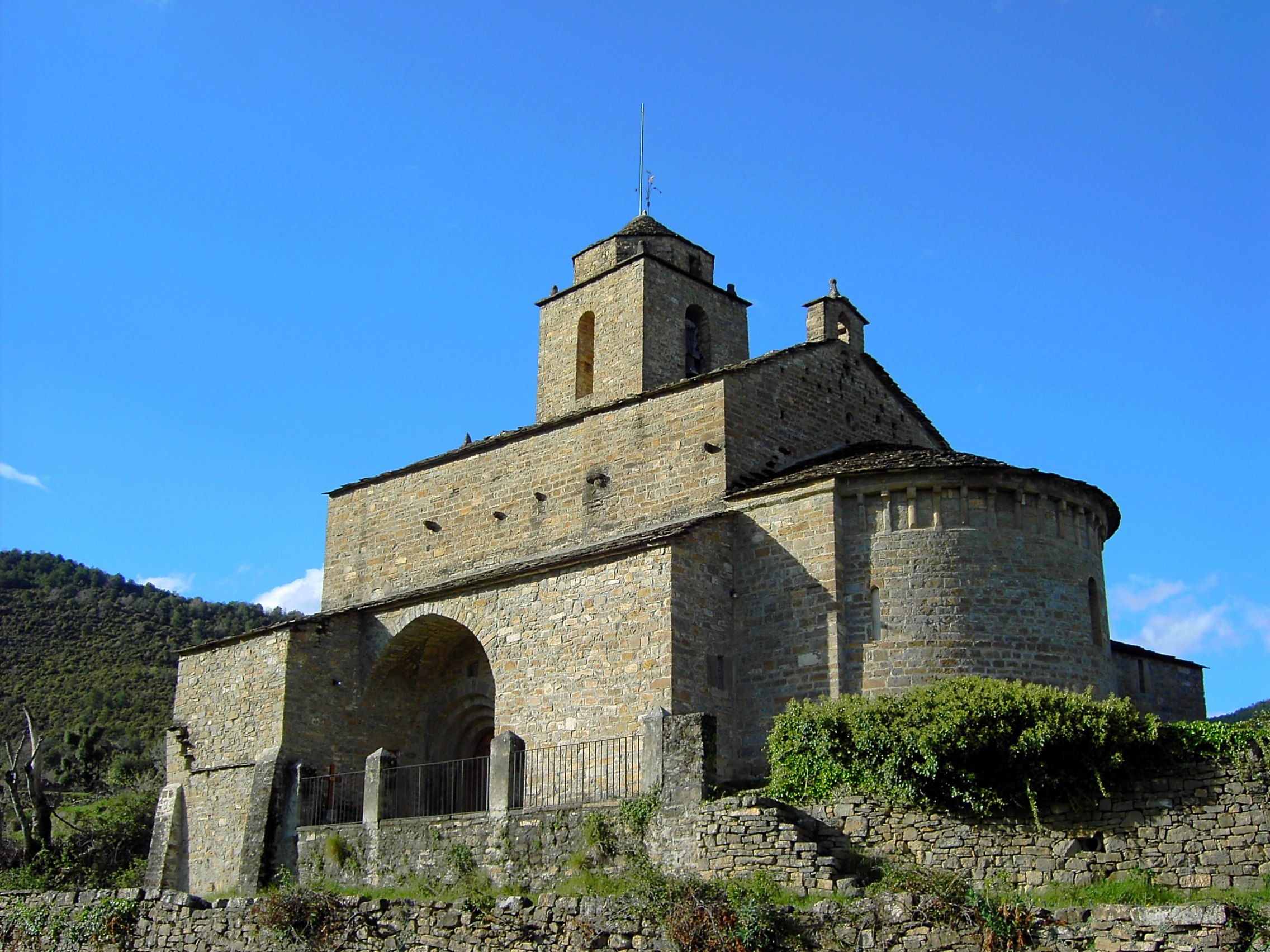
Iglesia de San Vicente

## Gemeindepartnerschaft
Mit der französischen Gemeinde Cadeilhan-Trachère im Département Hautes-Pyrénées besteht eine Partnerschaft.